# Šalva Čichladze
Šalva Čichladze (12. července 1912 Kutaisi – 14. ledna 1997 Tbilisi) byl sovětský a gruzínský zápasník – klasik, stříbrný olympijský medailista z roku 1952.

## Sportovní kariéra
Zápasení ho zaujalo, když v 8 letech viděl v cirkuse gruzínského profesionála Kolu Kvarijaniho. Posléze začal navštěvovat tělocvičnu v rodném Kutaisi, kde začínal pod vedením Giorgi Kavtaradzeho. V 18 letech šel studovat na vysokovou školu do Tbilisi, kde se připravoval pod vedením Vachtanga Kuchijanidzeho. V polovině třicátých let dvacátého století se přesul do moskevského Dinama, kde se specializoval na řecko-římský styl pod vedením Lotyše Klemense Bula.
Po druhé světové válce, ve které byl plně nasazen, se dostal do sovětského reprezentačního výběru klasiků. V roce 1952 byl při sovětské premiéře nominován ve 40 let jako člen ruského týmu na olympijské hry v Helsinkách ve váze do 87 kg. Ve čtvrtém kole prohrál s Maďarem Gyulou Kovácsem, ale v pátem kole se zachránil výhrou na lopatky nad obhájcem zlaté olympijské medaile, Švédem Karl-Erikem Nilssonem. Ve finálovém šestém kole prohrál s Finem Kelpo Gröndahlem a získal stříbrnou olympijskou medaili. Po skončení sportovní kariéry působil jako trenér v Moskvě a později v Tbilisi, kde zemřel v roce 1997.

## Výsledky
| Turnaj            | 1951 | 1952 | 1953 |
| Turnaj            | 39   | 40   | 41   |
| Turnaj            | −87  | −87  | −87  |
| ----------------- | ---- | ---- | ---- |
| Olympijské hry    |      | 2.   |      |
| Mistrovství světa |      |      | —    |